# Antonio Blanco (cyclisme)
Pour les articles homonymes, voir Blanco et Antonio Blanco.
Blanco  Martínez est un nom espagnol. Le premier nom de famille, en général paternel, est Blanco ; le second, en général maternel, souvent omis, est Martínez.
Antonio Blanco Martínez (né le 14 avril 1940 à Leganés) est un coureur cycliste espagnol.

## Palmarès
- 1962
  - Tour de Navarre

- 1963
  - Leintz Bailarari Itzulia
  - 2e du championnat d'Espagne indépendants
  - 3e de la Clásica a los Puertos de Guadarrama

- 1964
  - Grand Prix d'Aix-en-Provence
  - 3e du championnat d'Espagne indépendants

- 1965
  - 3e du GP Pascuas

- 1966
  - 2e du GP Llodio

## Résultats sur les grands tours

### Tour d'Espagne
3 participations
- 1963 : hors délais (4e étape)
- 1965 : abandon (11e étape)
- 1967 : abandon (18e étape)